# Séranon
Séranon – miejscowość i gmina we Francji, w regionie Prowansja-Alpy-Lazurowe Wybrzeże, w departamencie Alpy Nadmorskie.
Według danych na rok 1990 gminę zamieszkiwało 280 osób, a gęstość zaludnienia wynosiła 12 osób/km² (wśród 963 gmin regionu Prowansja-Alpy-W. Lazurowe Séranon plasuje się na 576. miejscu pod względem liczby ludności, natomiast pod względem powierzchni na miejscu 437.).